# Харрельсон, Чарльз
Чарльз Войд Харрельсон (англ. Charles Voyde Harrelson; 23 июля 1938 — 15 марта 2007) — американский наёмный убийца, осуждённый на два пожизненных заключения по обвинению в убийстве федерального судьи Джонатана Вуда. Отец голливудского актёра Вуди Харрельсона.

## Биография
Харрельсон родился в семье Войда Харрельсона и Альмы Ли Спаркс в Хантсвилле. Помимо Дайаны Лу Освальд, от которой у него родилось три сына (Вуди и два его брата), Чарльз был в разное время женат на Нэнси Хиллмэн, Джо Энн и Джине Аделль. После того, как он был арестован за убийство Вуда, его сын Вуди часто навещал Чарльза в тюрьме. В 1988 году Вуди Харрельсон заявил, что несмотря на то, что отец произвёл на него впечатление начитанного и образованного человека, он всё же испытывал смешанные чувства к Чарльзу и воспринимал его больше как друга, чем отца.
Харрельсон был судим за убийство Сэма Дегелиа-мл., будучи нанятым другом детства Дегелиа — Питом Скамардо. Скамардо переправлял наркотики через мексиканскую границу, а Харрельсон их распространял в США. После полицейской облавы в Канзас-Сити в июне 1968 года Харрельсон лишился партии героина, в результате чего Скамардо заставил его убить своего делового партнера. Он был арестован по результатам свидетельских показаний, однако во время суда его адвокат Перси Форман, известный своей защитой Джеймса Эрла Рэя, предполагаемого убийцы Мартина Лютера Кинга, сумел представить неожиданное алиби. Певица из ночного клуба заявила, что во время убийства Харрельсон находился с ней. Дело было отложено до выяснения обстоятельств, и новое слушание состоялось уже в 1974 году. На тот момент Тол Доусон, главный следователь по делу, имел при себе ордер на арест певицы за дачу ложных показаний. Певица узнала об этом и сбежала на Арубу, а без её показаний Харрельсон был обвинён и получил 15 лет тюрьмы. За хорошее поведение он вышел через пять лет.

## Убийство судьи Вуда
Харрельсон был приговорён к двум пожизненным срокам за убийство окружного судьи Джона Вуда, застреленного в спину 29 мая 1979 года возле своего дома в Сан-Антонио (штат Техас). Согласно обвинению, Харрельсон был нанят наркобароном Джамилем Чагрой из Эль-Пасо. Вуд, носивший прозвище «Максимальный Джон» из-за назначения длинных тюремных сроков за преступления, связанные с наркотиками, в день своего убийства должен был проводить слушание по делу Чагры.
В аресте Харрельсона ключевыми стали наводка анонимного информатора и запись разговора между Джимми (Джамилем) и его братом Джо Чагрой. На суде Харрельсон заявил, что взял на себя убийство с целью получить огромный гонорар от Чагры.
Харрельсон был в итоге осуждён во многом благодаря подслушанному разговору между братьями Чагра во время визитов Джо в тюрьму, где уже находился Джамиль, обвиненный в наркоторговле и соучастии в преступлении. Харрельсон получил два пожизненных срока, а Джо Чагра — десять лет тюрьмы. Джамиль Чагра был оправдан, когда его брат отказался давать против него показания, однако получил 30 лет за торговлю наркотиками.
Харрельсон упомянул в одном из признаний по делу Вуда, что стрелял в президента Кеннеди в 1963 году в Далласе. Позднее он стал отрицать свою причастность к убийству, и обличающих улик против него не было найдено. Конспирологи приписывают Харрельсону роль одного из «трёх бродяг», подозрительных личностей, обнаруженных в товарном вагоне неподалёку от места убийства, что на сегодняшний день является не более чем домыслами.

## Попытка побега и смерть

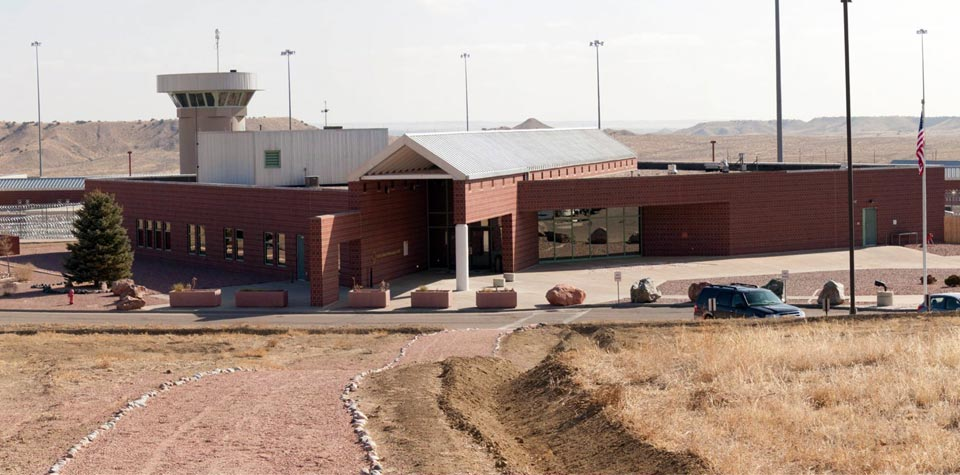
Тюрьма максимально строгого режима ADX Florence, где содержался Харрельсон

В 1996 году Харрельсон предпринял неудачную попытку побега из федеральной тюрьмы в Атланте, после чего был переведён в тюрьму максимально строгого режима ADX Florence во Флоренсе (штат Колорадо).
15 марта 2007 года был обнаружен в своей камере мёртвым, по всей видимости, в силу естественных причин.
Вуди Харрельсон впоследствии попытался оспорить решение суда и снять с отца обвинения, но ему это не удалось.